# Junior FC
Club Deportivo Popular Junior Fútbol Club S.A. – kolumbijski klub piłkarski z siedzibą w mieście Barranquilla, stolicy departamentu Atlántico. Występuje w rozgrywkach Categoría Primera A. Domowe mecze rozgrywa na obiekcie Estadio Metropolitano Roberto Meléndez.
Znany jest powszechnie po przydomkiem „Los Tiburones” (Rekiny).

## Osiągnięcia

### Krajowe
- Categoría Primera A

| zwycięstwo (9):     | 1977, 1980, 1993, 1995, 2004 (F), 2010 (A), 2011 (F), 2018 (F), 2019 (A) |
| drugie miejsce (9): | 1948, 1970, 1983, 2000, 2003 (A), 2009 (A), 2014 (A), 2015 (F), 2016 (A) |

- Copa Colombia

| zwycięstwo (2):     | 2015, 2017 |
| drugie miejsce (1): | 2016       |

- Superliga de Colombia

| zwycięstwo (1):     | 2019 |
| drugie miejsce (1): | 2012 |

## Historia
Klub założony został w roku 1924. Mistrzostwo Kolumbii zdobył 5-krotnie, ostatni raz w roku 2004 pokonując arcyrywali – Atlético Nacional.
Duma kolumbijskiego wybrzeża karaibskiego miała swój złoty okres w środku lat 90. XX w., gdy pod wodzą Carlosa „El Pibe” Valderramy klub dwukrotnie został mistrzem kraju – w 1993 i 1995. Później było raz lepiej, raz gorzej, aż w końcu w grudniu 2004 ponownie udało się sięgnąć po tytuł mistrza Kolumbii po wygraniu losowania w rzutach kranych z Atlético Nacional. Gwiazdą owego sezonu był Argentyńczyk Omar Sebastian Perez, który swą wspaniałą postawą zdobył sobie miłość i szacunek całego miasta. Przy czym nie tylko wspaniała technika i umiejętności, lecz przede wszystkim pełna poświęcenia praca dla zespołu były główną przyczyną jego ogromnej popularności wśród kibiców Atlético Junior.
Klub brał wielokrotnie udział w Copa Libertadores. W 1994 r. drużyna była trzecim zespołem turnieju, przegrywając rzutami karnymi z późniejszym triumfatorem – Vélez Sarsfield.

## Aktualny skład
Stan na 1 września 2022.
| Nr | Poz. | Piłkarz                   |
| -- | ---- | ------------------------- |
| 1  | BR   | Sebastián Viera (kapitan) |
| 2  | OB   | Alfonso Simarra           |
| 3  | OB   | Edwin Velasco             |
| 4  | OB   | César Haydar              |
| 5  | PO   | Yeison Gordillo           |
| 6  | PO   | Didier Moreno             |
| 7  | PO   | Daniel Giraldo            |
| 8  | NA   | Fredy Hinestroza          |
| 10 | NA   | Luis González             |
| 13 | OB   | Nilson Castrillón         |
| 14 | OB   | Homer Martínez            |
| 15 | PO   | Yesús Cabrera             |
| 16 | PO   | Nelson Deossa             |
| 17 | OB   | Jorge Arias               |
| 18 | NA   | Edwuin Cetré              |

| Nr | Poz. | Piłkarz            |
| -- | ---- | ------------------ |
| 19 | NA   | Carmelo Valencia   |
| 20 | NA   | Fernando Uribe     |
| 21 | OB   | Walmer Pacheco     |
| 22 | BR   | Sebastián Araujo   |
| 23 | PO   | Iván Rossi         |
| 24 | OB   | Dany Rosero        |
| 25 | PO   | Carlos Esparragoza |
| 26 | NA   | John Fredy Pajoy   |
| 27 | OB   | Fabián Viáfara     |
| 28 | PO   | Enrique Serje      |
| 29 | NA   | Omar Albornoz      |
| 30 | BR   | Jefersson Martínez |
| 31 | OB   | José Ortiz         |
| 32 | PO   | Fabián Sambueza    |
| 70 | NA   | Carlos Bacca       |

## Stadion
Stadion domowy Atlético Junior zwany jest Estadio Metropolitano lub Estadio Roberto Meléndez, który jest także stadionem używanym przez narodową reprezentację Kolumbii. Oddany został do użytku 11 maja 1986.

## Najbardziej znani gracze
- Jorge Bolaño
- William Martínez
- Carlos Valderrama
- Ivan Valenciano
- Juan Ramón Verón